# マルクス・アイゼンビヒラー
マルクス・アイゼンビヒラー (Markus Eisenbichler、1991年4月3日 - ) は、ドイツバイエルン州ジークスドルフ出身の元スキージャンプ選手である。2022年北京オリンピック男子団体銅メダリスト、ノルディックスキー世界選手権およびスキーフライング世界選手権メダリスト。

## 経歴
コンチネンタルカップのデビューは、2008/09シーズンのエンゲルベルク大会（ スイス）で、1日目56位、2日目20位でポイントを獲得した。ワールドカップのデビューは2009/10シーズンのクリンゲンタール大会（ ドイツ）で、予選を通過できなかった。サマーグランプリのデビューは2011シーズンのアルマトイ大会（ カザフスタン）で、19位でポイントを獲得した。2011/12シーズンのスキージャンプ週間オーベルストドルフ大会（ ドイツ）で30位に入り、初めてワールドカップポイントを獲得した。
2012年8月、練習中に転倒し胸椎骨折の重傷を負ったが、2013年の冬にはコンチネンタルカップに復帰した。
2013/14シーズンは主にコンチネンタルカップに参戦し、札幌大会（ 日本）で2勝（うちSTV杯も優勝）し、直後のワールドカップ札幌大会では2日とも8位と、初のトップ10入りを果たした。この年のスキーフライング世界選手権ハラコフ大会（ チェコ）は38位であった。
2014/15シーズンはワールドカップにフル参戦し、トップ10に8回入り、総合15位で終えた。世界選手権ファールン大会（ スウェーデン）は個人ラージヒル10位、男子団体5位であった。
2015/16シーズンはコンチネンタルカップとワールドカップを行き来し、コンチネンタルカップでは優勝2回、ワールドカップでは最高15位で、総合39位であった。
2016/17シーズンは夏のコンチネンタルカップで5回の優勝を挙げ、ワールドカップではリレハンメル大会（ ノルウェー）2日目で3位に入り初の表彰台を獲得した。この年はオスロ大会（ ノルウェー）およびプラニツァ大会（ スロベニア）でも3位で、総合8位であった。世界選手権ラハティ大会（ フィンランド）では、個人ノーマルヒル2位、混合団体優勝のメンバーとなった。
2017/18シーズンはワールドカップにフル参戦し、ラハティ大会（ フィンランド）で2位に入るなどし総合10位であった。平昌オリンピック( 韓国)では個人2戦に出場した。スキーフライング世界選手権オーベルストドルフ大会（ ドイツ）は個人11位、団体4位のメンバーとなった。
2018/19シーズンは、ワールドカップで小林陵侑と表彰台を争い、プラニツァ大会（ スロベニア）1日目に初優勝し、2位4回、3位2回で総合7位であった。世界選手権ゼーフェルト大会（ オーストリア）では、個人ラージヒル、男子団体、混合団体で3つの金メダルを獲得した。
2019/20シーズンはやや不調に陥り、ワールドカップ前半は2回目に進めないことも多かった。リレハンメル大会（ ノルウェー）の2位が最高で、総合23位でシーズンを終えた。
2020/21シーズンはワールドカップ開幕戦のヴィスワ大会（ ポーランド）、第2戦のルカ大会（ フィンランド）と連勝し、2位4回、3位3回と安定した成績で総合2位で終えた。前シーズン末に行われる予定であったがコロナ禍で今シーズンに順延されたスキーフライング世界選手権プラニツァ大会（ スロベニア）は個人3位、団体2位のメンバーとなり、シーズン終盤に行われた世界選手権オーベルストドルフ大会（ ドイツ）では、個人戦は2戦とも17位であったが、男子団体、混合団体で金メダルのメンバーとなった。
2021/22シーズンは、ワールドカップで2位2回、3位4回であったが、2本目に進めない試合もあり総合6位で終えた。北京オリンピック( 中国)は個人ノーマルヒルは31位で2本目に進めず、個人ラージヒルは5位、男子団体では銅メダルのメンバーとなった。フライング世界選手権ヴィケルスン大会（ ノルウェー）は団体戦で2位のメンバーとなった。
2025年3月、引退を表明して臨んだワールドカッププラニツァ大会の団体戦でアンカーを務め、2位に貢献した。

## 主な競技成績

### 冬季オリンピック
- 2018年平昌オリンピック ( 韓国)
  - 個人ノーマルヒル 8位
  - 個人ラージヒル 14位
- 2022年北京オリンピック ( 中国)
  - 個人ノーマルヒル 31位
  - 個人ラージヒル 5位
  - 団体ラージヒル 3位

### 世界選手権
- 2015年ファールン大会 ( スウェーデン)
  - 個人ラージヒル 10位
  - 男子団体ラージヒル 5位
- 2017年ラハティ大会 ( フィンランド)
  - 個人ノーマルヒル 2位
  - 個人ラージヒル 13位
  - 男子団体ラージヒル 4位
  - 混合団体ノーマルヒル  1位
- 2019年ゼーフェルト大会 ( オーストリア)
  - 個人ノーマルヒル 7位
  - 個人ラージヒル 1位
  - 男子団体ラージヒル 1位
  - 混合団体ノーマルヒル  1位
- 2021年オーベルストドルフ大会 ( ドイツ)
  - 個人ノーマルヒル 17位
  - 個人ラージヒル 17位
  - 男子団体ラージヒル 1位
  - 混合団体ノーマルヒル  1位
- 2023年プラニツァ大会 ( スロベニア)
  - 個人ノーマルヒル 13位
  - 個人ラージヒル 5位
  - 男子団体ラージヒル 4位

### フライング世界選手権
- 2014年ハラコフ大会 ( チェコ)
  - 個人 38位
- 2018年オーベルストドルフ大会 ( ドイツ)
  - 個人 11位
  - 団体 4位
- 2020年プラニツァ大会 ( スロベニア)
  - 個人 3位
  - 団体 2位
- 2022年ヴィケルスン大会 ( ノルウェー)
  - 個人 18位
  - 団体 2位

### ワールドカップ
- 通算 優勝3回、2位12回、3位13回 (2024/25シーズンまで)

| シーズン | 順位 | ポイント |
| -------- | ---- | -------- |
| 2011/12  | 71.  | 1        |
| 2013/14  | 44.  | 99       |
| 2014/15  | 15.  | 529      |
| 2015/16  | 39.  | 61       |
| 2016/17  | 8.   | 807      |
| 2017/18  | 10.  | 597      |
| 2018/19  | 7.   | 937      |
| 2019/20  | 23.  | 304      |
| 2020/21  | 2.   | 1190     |
| 2021/22  | 6.   | 950      |
| 2022/23  | 15.  | 607      |
| 2024/25  | 38.  | 88       |

### サマーグランプリ
- 最高順位4位 (2024シーズンまで)

| シーズン | 順位 | ポイント |
| -------- | ---- | -------- |
| 2011     | 69.  | 12       |
| 2013     | 55.  | 37       |
| 2014     | 38.  | 60       |
| 2015     | 50.  | 49       |
| 2016     | 41.  | 65       |
| 2017     | 54.  | 26       |
| 2018     | 47.  | 35       |
| 2019     | 29.  | 81       |
| 2021     | 25.  | 81       |
| 2023     | .    | 0        |
| 2024     | 48.  | 36       |

### コンチネンタルカップ
- 通算 優勝13回、2位8回、3位7回 (2024/25シーズンまで)

| シーズン | 順位 | ポイント |
| -------- | ---- | -------- |
| 2008/09  | 91.  | 70       |
| 2009/10  | 143. | 11       |
| 2010/11  | 44.  | 242      |
| 2011/12  | 24.  | 375      |
| 2012/13  | 99.  | 69       |
| 2013/14  | 5.   | 714      |
| 2014/15  | 46.  | 215      |
| 2015/16  | 11.  | 597      |
| 2016/17  | 15.  | 618      |
| 2017/18  | 88.  | 58       |
| 2023/24  | .    | 555      |
| 2024/25  | 7.   | 820      |